# Юлпатов, Валерий Константинович
Валерий Константинович Юлпатов (1937—2010) — советский радиофизик.

## Биография
Окончил Горьковский государственный университет, радиофизический факультет (1959). Работал в Научно-исследовательском радиофизическом институте (НИРФИ) при ГГУ имени Н. И. Лобачевского.

## Премии
Государственная премия СССР 1966 года — за теоретическое и экспериментальное исследование индуцированного циклотронного излучения, приведшее к созданию нового класса электронных приборов — мазеров на циклотронном резонансе (МЦР).